# 孝义河 (山东省)
孝义河是山东省莱芜区鹏泉街道的河流，在鹏泉街道和凤城街道的交界处注入牟汶河，全长17.2（10.7英里）。河底比降0.6%。20年一遇洪峰流量规定为360立方每秒（13,000立方英尺每秒）。据1959年4月的洪水调查资料，满清光绪三十四年七月二十四日（1908年8月20日），孝义河程故事河段洪峰流量2,610立方每秒（92,000立方英尺每秒）。在其干支流上建有3座水库，最大的是孝义水库。1998年至1999年，为治理牟汶河积累经验，莱芜市在孝义河试验修建3座堤坝。

## 引用资料
1. ↑  . 山东省情网.   [2023-07-25]. （原始内容存档于2023-07-25）.